# Szasimi

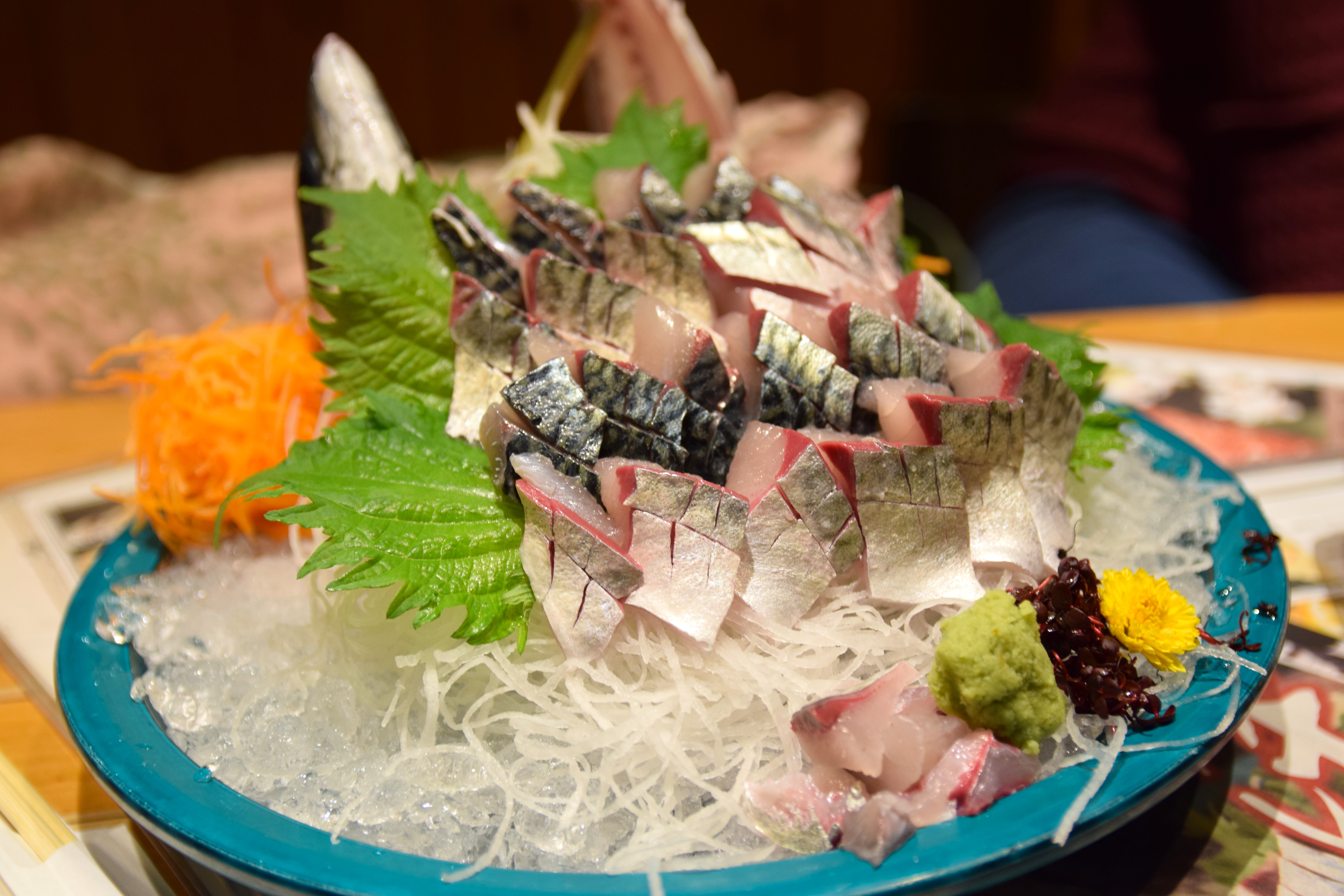
Egy tál szasimi

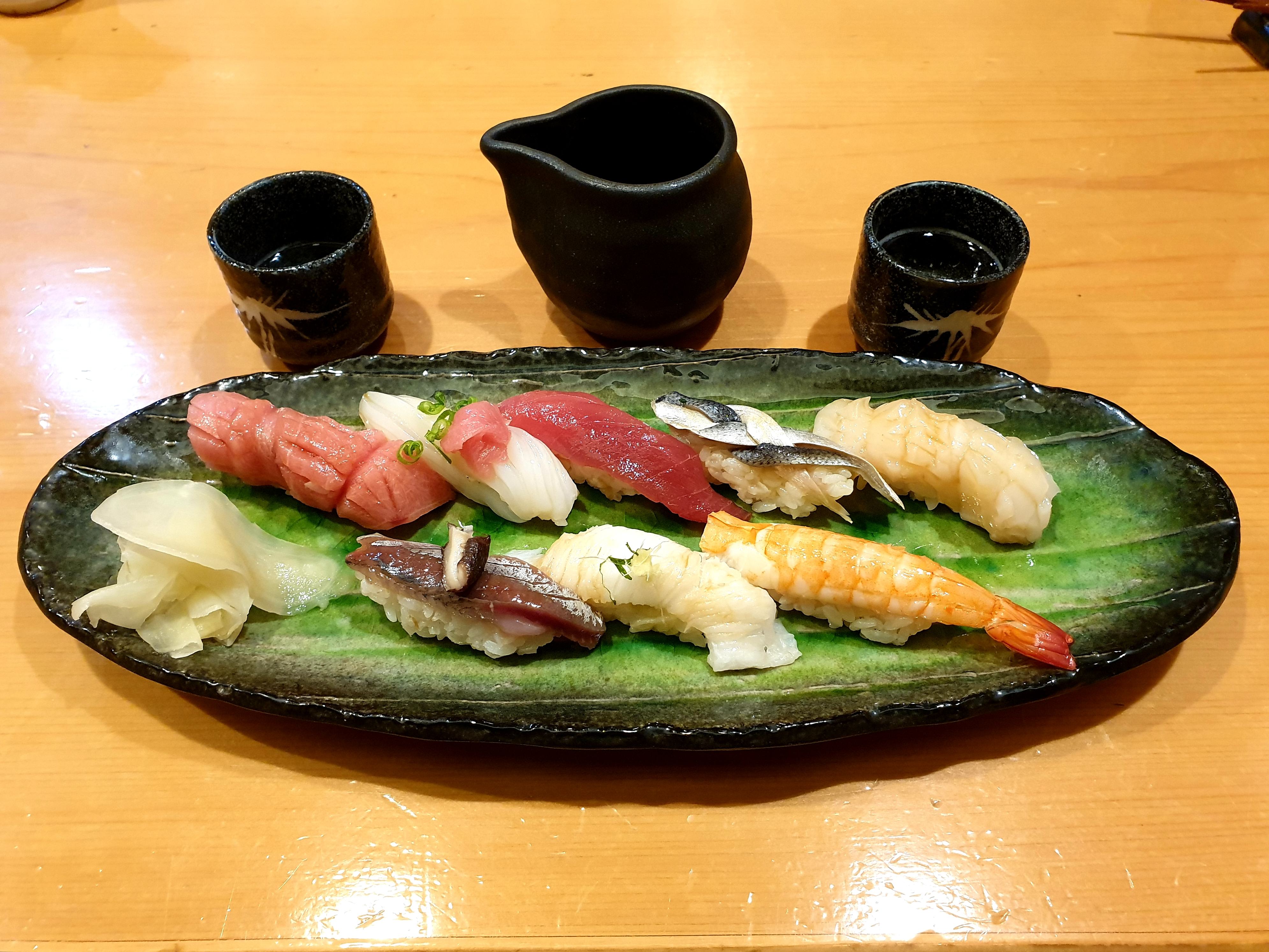
Hagyományos Szasimi

Szasimi (Hepburn-átírással: sashimi, japán írással: 刺身) a japán konyha egyik hagyományos fogása. Mindig nagyon friss halat választanak hozzá, majd elkészítése után művészi módon helyezik el a tálon. Általában szójaszósszal fogyasztják. Amennyiben nem halból készítik, hanem például marha- vagy csirkehúsból, más szósszal tálalják.

## Eredete
A „szasimi” azt jelenti, hogy vágott, nyers hal, ahol „szasi” (sashi, 刺し) a vágott, beragadt és „mi” (身) a test, hús. Ez a szó a Muromacsi-korszakból származik, akkor alkothatták, amikor a „kiru” (切る, vágni) szó inkább a szamurájokra vonatkozott, mint egyszerűen csak a vágásra.
A neve származhatott a halak hagyományos elejtésének módjából. A kihalászást követően a hal agyát egyből átszúrják és szuszpendált jégbe helyezik, ezt hívják „ikedzsime” folyamatnak. Az azonnali halál miatt a hal nagyon kevés tejsavat tartalmaz, így sokkal tovább marad friss.
Sokan úgy gondolják, hogy a szusi és szasimi egy és ugyanaz, de az előbbi minden olyan ételre vonatkozik, ami szusirizst (szusimesi, sushimeshi, すしめし) tartalmaz. Míg a szasimi csupán a nyers hús.

## Elkészítése

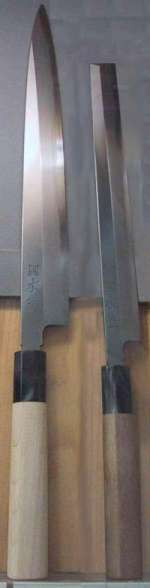
Szasimikések

A friss halat megtisztítás és kifilézés után feldarabolják. A hira-zukuri („téglalap alakú szelet", ひらずくり), a legtöbb szashimi szabványos vágása. Jellemzően ezzel a vágási stílussal dominó vastagságúra szabják a halat. Ebben a stílusban leggyakrabban a tonhalat, a lazacot és a királyhalat készítik el. Az usu-zukuri („vékony szelet", うすずくり) rendkívül vékony, átlósan vágott szelet, amelyet többnyire erősebb, keményebb halak, például keszeg, tőkehal és lepényhal vágására használnak. A halszeletek mérete általában 50 mm és 2 mm széles. A kaku-zukuri („szögletes szelet", かくずくり) az a stílus, amelyben a szasimit kis, vastag kockákra vágják, amelyek mindkét oldalon 20 mm-esek. Az ito-zukuri („szál szelet", いとずくり), amikor a halakat vékony lemezekre vágják, kevesebb, mint 2 mm vastagságúakra. A tipikusan ito-zukuri stílusban vágott halak közé tartozik a tűhal és a tintahal. Ezeket egy hosszú, vékony pengéjű késsel készítik el, amit szintén szasiminek hívnak.

## Tálalása
Legtöbb esetben a szasimi az előétel, de lehet főétel is, ez esetben rizst és miszolevest (miso, 味噌) is tálalnak mellé. A haldarabkákat dekoratívan elrendezik a tálon, és tofuval, algákkal, szójaszósszal, valamint jellegzetes zöldségekkel szolgálják fel. Legnagyobb kontraszt kedvéért a kerek formájú fogásokat szögletes tálban szolgálják fel, és fordítva. Az ételt a tányér peremén belül helyezik el.
Legtöbbször mártással és fűszerekkel, mint például vaszabival, reszelt friss gyömbérrel eszik. Kínai bazsalikommal (siszo, shiso, しそ) és aprított jégcsapretekkel (daikon, 大根) ízesítik, díszítik. A vaszabit néha közvetlenül a szójaszószba keverik. Nemcsak az íze miatt használják. Azokat a káros baktériumokat, melyek a nyers tenger gyümölcseiben jelen lehetnek elpusztítja.

## Hozzávalói

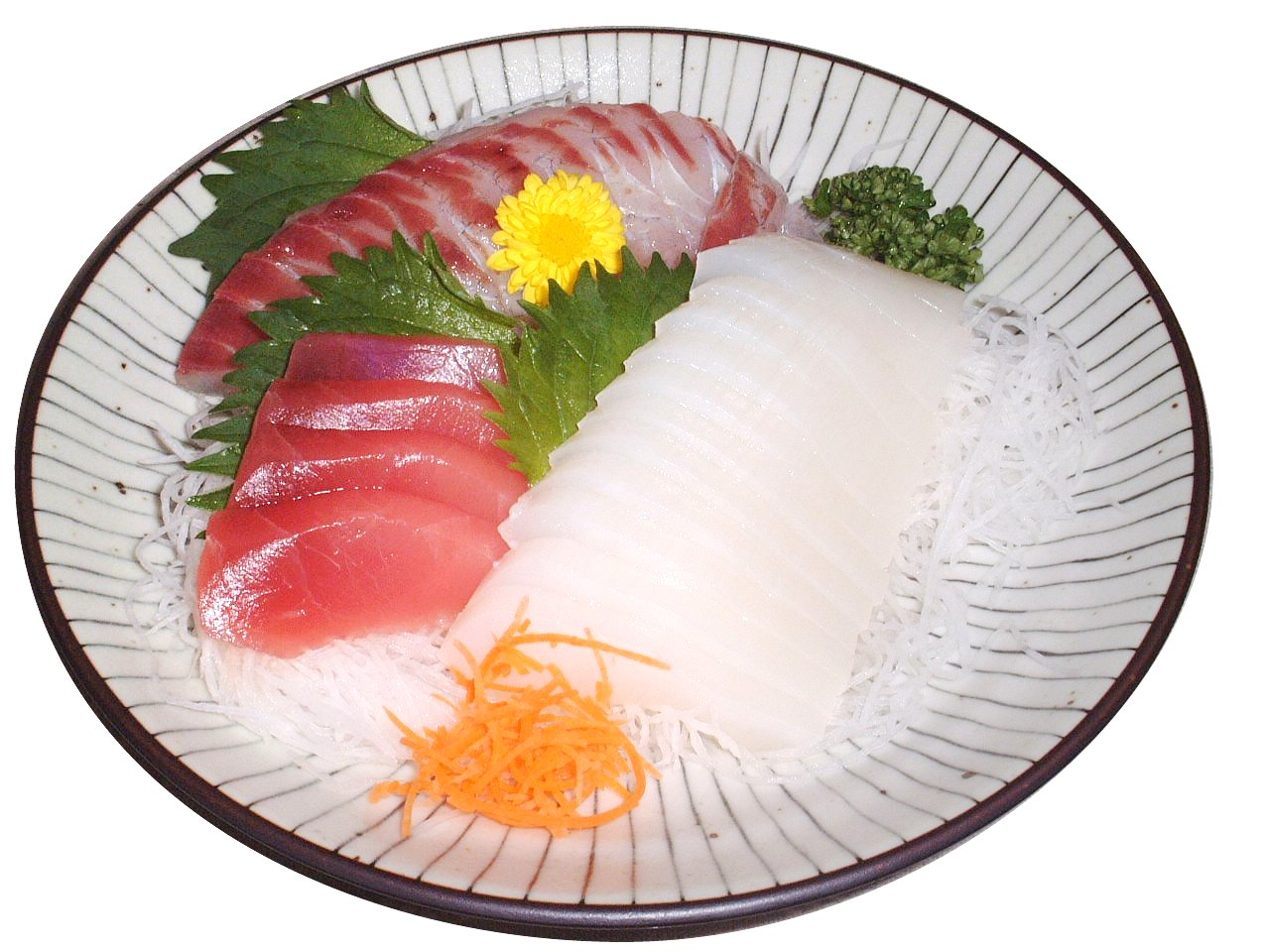
Szasimi válogatás: tonhal, tintahal, tengeri hal

A legnépszerűbb összetevők a szasimihez:
- Lazac (szake, Hepburn-átírással: sake, 鮭)
- Tintahal (ika, イカ)
- Garnélarák (ebi, 海老)
- Tonhal (maguro, 鮪)
- Makréla (szaba, saba, 鯖)
- Polip (tako, タコ)
- Lepényhal (hirame, 平目)

Általában a szasimi összetevőit nyersen használják fel. A tenger gyümölcseinek többsége - ilyen a tonhal, a lazac, és a tintahal - nyersen is fogyasztható. Míg a polip húsa kemény, rágós, ezért ezt megfőzik és így tálalják. Kevésbé gyakori, de nem szokatlan, hogy a szasami elkészítéséhez zöldségeket (tofu), nyers vörös húsokat (marhahús (gjúnotataki, gyuunotataki, 牛のたたき) vagy lóhús (baszasi, basashi, 馬刺し)), valamint csirke húst (torivasza, toriwasa, 鳥わさ) is használnak. Ilyen húsok esetén a klasszikus szójaszósz helyett inkább egy citrusos szószt, a ponzu-t (ポン酢) tálalják. Ez a Japán konyhában ismert sötétbarna szósz, szóját is tartalmaz, de ízvilágában jobban illik ezekhez az összetevőkhöz.

## Kockázatok

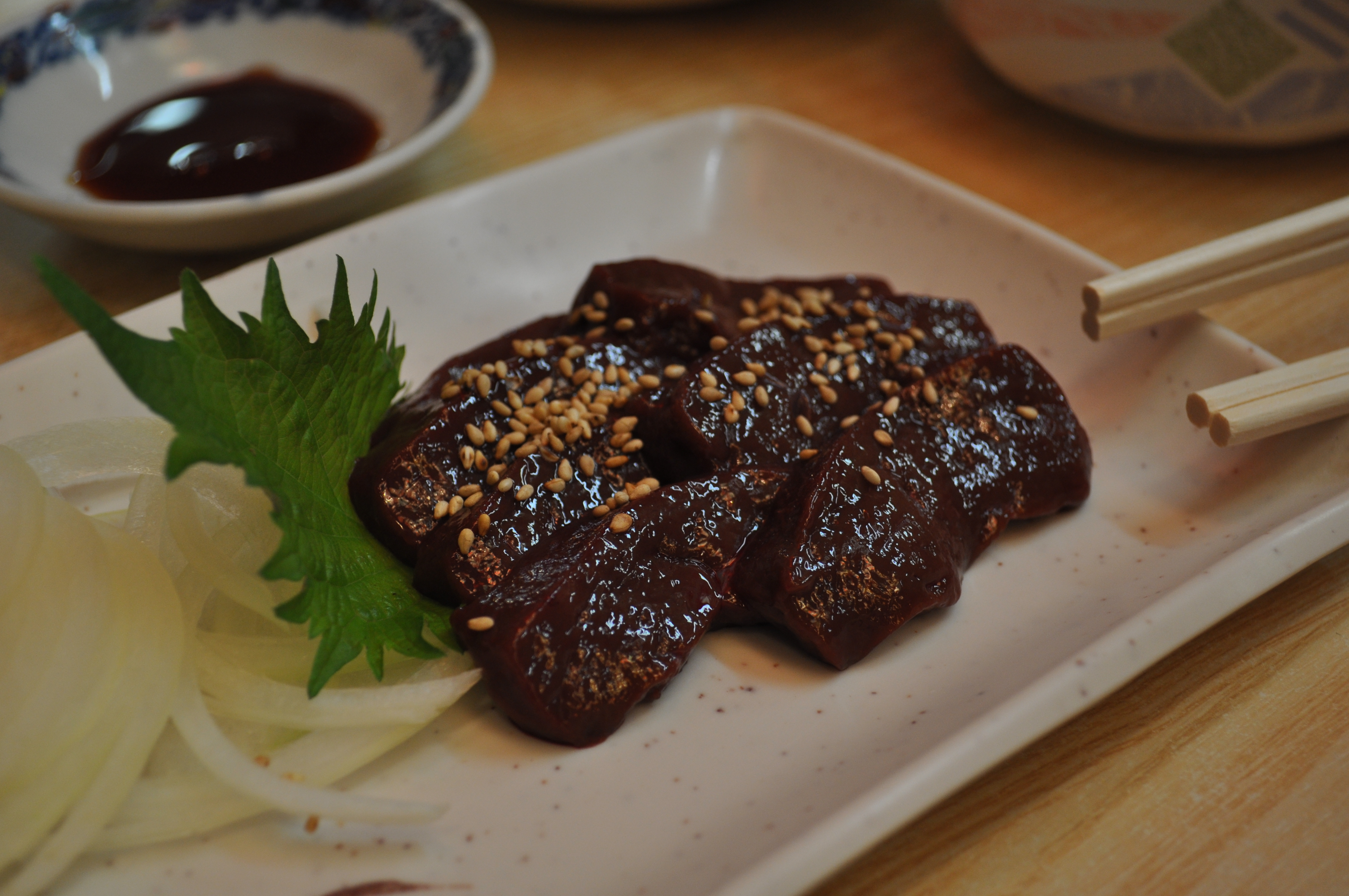
Marhamáj szasimi

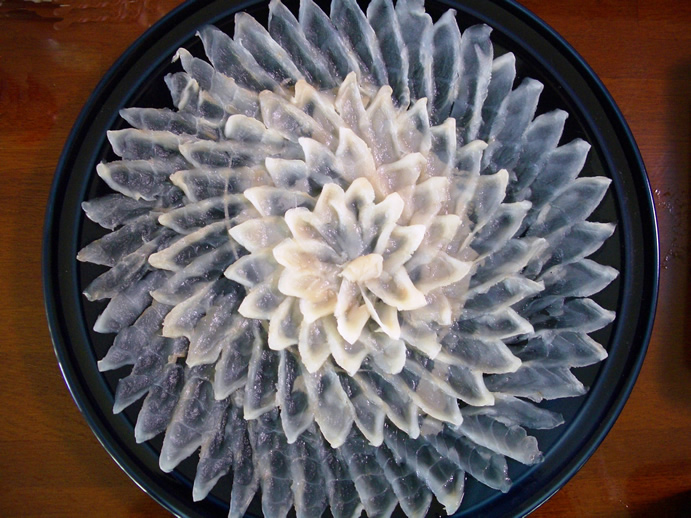
Fuguszasimi

Egyes nagyhalakban, például a tonhalban, magas lehet a higany szintje, mivel a tengeri tápláléklánc csúcsán helyezkednek el, ezért, ha nagy mennyiségben fogyasztják, higanymérgezést okozhat.
A szasimi egyik összetevője lehet a fugu nevű gömbhal, mely komoly mérgezést okozhat. A fugu belső szerveiben halálos dózisú tetrodotoxin található, ezért ebből a halból csak engedéllyel rendelkező fuguséf készíthet ételt, miután letette az ehhez szükséges vizsgát. Néhány halat a szasimi-hez szén-monoxiddal kezelnek, hogy a hús vörös maradjon a tárolás során, emiatt a romlott hal frissnek tűnik.
Mindig friss halat kell használni, különben különböző fertőzéseket, leggyakrabban szalmonellát okozhatnak. A halakban lévő parazitákat, baktériumokat általában elpusztítja a főzés, sütés, sóban vagy ecetben tartósítás, illetve a 12 órás vagy hosszabb lefagyasztás.
Egy másik típusú táplálkozással járó betegség, amely a sashimi elfogyasztása után következhet be, a Diphyllobothriasis. Ez a betegség a belek belsejében található fertőzés, amely akkor következik be, amikor a széles galandférgek kerülnek a bélrendszerbe. Az elterjedtebb halak, mint a pisztráng, a lazac, a csuka, és a tengeri sügér, ezt a parazita lárvát az izmaikban hordozzák. A technika fejlődésének következtében a halak szállítása is felgyorsult. Így azonos idő alatt több helyre kiszállították az árut, és egyre több esetet észleltek évente Észak-Japánban a betegség terjedése miatt.